# کیم اون-گوک
کیم اون-گوک (به انگلیسی: Kim Un-Guk) زادهٔ ۲۸ اکتبر ۱۹۸۸ است. او وزنه‌بردار کشور کره شمالی است.